# Fuori o dentro lo zoo?
Fuori o dentro lo zoo? è un album di cantautore di genere demenziale italiano Leone Di Lernia. L'album è suddiviso in 2 CD per un totale di 36 pezzi.

## Tracce
CD 1
1. Loco Tribal – Kuma Ya
2. Eddy Wata – The Light
3. Cristian Marchi – Disco Strobe
4. Sam Project – Love Shine
5. Marchi's Flow VS Love feat. Miss Tia - Feel The Love
6. Eddy Wata – My Dream
7. Corona – The Rhythm Of The Night
8. R.I.O. – When The Sun Comes Down
9. Stylus Robb – Ininna Tora
10. Moony – I Don't Know Why
11. Tswigly Boy – Dancing Together Tonight
12. Leone di Lernia - Basta Con l'Iva Sui Rifiuti
13. Leone di Lernia – Sfigato 4

CD 2
1. Magic Box – 4 Your Love
2. D.E.A.R. – Think Of You
3. Souvenir d'Italie – Boys And Girls
4. Paps'n'Skar – Get It On
5. DJ Ross – Floating In Love
6. Hotel Saint George - Looking For A Good Time
7. DJ Ross – To The Beat
8. Billy More – I Keep On Burning
9. Billy More – Come On And Do It
10. Billy More – Up & Down
11. Malina – Maybe I Love You More
12. Leone di Lernia - Pesce Di Mare
13. Cristian Marchi feat. Vincent – Star In The Sky
14. Leone di Lernia - Partite Truccate
15. Leone di Lernia - Ci Hanno Rotto I Coglioni
16. Leone di Lernia - Il Rap Di Casa Di Lernia
17. Leone di Lernia - Ignorante
18. Leone di Lernia - Sfigato
19. Leone di Lernia - Sfigato 2
20. Leone di Lernia - Sfigato 3
21. Leone di Lernia - Che vita è

CONTENUTI EXTRA:
- Intervista a Leone Di Lernia
- Video di Basta Con l'Iva Sui Rifiuti
- Libro con biografia Leone di Lernia "Una vita da Leone Addavdaie!"